# Carlos Clos Gómez
Carlos Clos Gómez (Saragozza, 29 aprile 1972) è un ex arbitro di calcio spagnolo, che ha arbitrato 20 partite internazionali.